# Chandos Records
Chandos Records es una compañía discográfica independiente británica con sede en Colchester, especializada en música clásica. Fue fundada en 1979 por Brian Couzens. Desde marzo de 2024 es propiedad de Klaus Heymann.

## Historia
La compañía fue creada en 1963, a partir de Chandos Music, una editorial de música para banda, y de Chandos Productions, una compañía discográfica que producía LP para Classics for Pleasure y, sobre todo, para Radio Corporation of America (RCA) en el Reino Unido. Su primer disco fue Sacred Service de Bloch (ABR1001). Las primeras grabaciones importantes se realizaron con Mariss Jansons, Nigel Kennedy y los King's Singers, antes de que firmaran contratos más importantes con EMI.
El nombre procede de una colección de obras denominadas "Chandos Anthems", escritas por Georg Friedrich Händel en 1719 por encargo de James Brydges. Brydges, fue el primer duque de Chandos (1674-1744) y era uno de los principales suscriptores de la Royal Academy of Music, siendo considerado el principal mecenas de las artes. Durante un año (1717-1718) Händel estuvo contratado como compositor residente en Cannons, que era la casa de estilo palladiano del duque. Además de los once Himnos de Chandos, también escribió otras obras, como Acis y Galatea. Originalmente, la compañía tenía su oficina en Chandos House, Chandos Place, Londres SW1, nombre de la calle derivado del duque.
En 2005, Chandos Records fue el primer sello de música clásica en ofrecer mp3 en su página web. Ahora dirigen The Classical Shop, con más de 45 sellos en oferta, entre ellos Naxos, LSO Live, Coro, Avie, Onyx, Alpha y muchos otros sellos europeos más raros, que no están disponibles en formato físico en el Reino Unido. En la actualidad, Chandos se ha mantenido al día con la tecnología grabando en PCM de 24bit/96kHz, en "sonido envolvente" para Super Audio CD en DSD y en Dolby Atmos Spatial Audio.

## Repertorio
El catálogo de la discográfica ofrece una amplia gama de música clásica, por ejemplo, música orquestal, coral y de cámara de compositores británicos poco conocidos como Herbert Howells, Gerald Finzi, Charles Villiers Stanford y Arnold Bax, dirigidos por eminentes directores de orquesta como Richard Hickox, Gianandrea Noseda, Neeme Järvi y Vernon Handley. También están especializados en música antigua, en su sello Chaconne, con actuaciones de artistas como el Cuarteto Purcell, Collegium Musicum 90 y Sophie Yates. Chandos también es conocida por su serie "Movies", que conserva partituras de películas perdidas. En 1990 lanzó el sello "Opera in English", en asociación con la Fundación Peter Moores, que ha dado lugar a más de 80 grabaciones.
Las series incluyen:
- Sinfonías completas de Alwyn, Vaughan Williams, Mahler, Arnold, Shostakóvich, Bax.
- Poemas sinfónicos de Liszt.
- Las series de música de cine incluyen: Arnold, Shostakóvich, Vaughan Willams, Bax, Korngold, Coates, Addinsell, Addison.

## Artistas
Entre los solistas y directores que han grabado para el sello figuran Charles Mackerras, Rebecca Evans, Jennifer Larmore, Julian Lloyd Webber, Thomas Allen, Alan Opie, Tasmin Little, Bruce Ford, Barry Banks, Christine Brewer, Lesley Garrett, Horacio Gutiérrez, Neeme Järvi, Simon Keenlyside, Hideko Udagawa, Alexandre Naoumenko y Safri Duo.
Han colaborado en grabaciones con, entre otros, la Orquesta Filarmónica de la BBC, los pianistas Jean-Efflam Bavouzet y Louis Lortie. El difunto director de orquesta Richard Hickox fue varias veces ganador del Gramophone con grabaciones de Chandos.

## Premios y reconocimientos
Las grabaciones publicadas por Chandos han sido galardonadas con numerosos premios. 
Han ganado dos veces los Premios Gramophone:
- En 2001 mejor disco por A London Symphony de Vaughan Williams con la Sinfónica de Londres.[3]
- En 2003 mejor grabación coral por Masses de Hummel.[4]

Han obtenido premios Grammy en cinco ocasiones:
- En 1997 mejor grabación de ópera por Peter Grimes de Benjamin Britten.
- En 2008 mejor grabación de ópera de nuevo por Hansel y Gretel de Engelbert Humperdinck.
- En 2008 mejor producción de álbum de música clásica por Passion Week de Aleksandr Grechanínov.
- En 2013 mejor producción de álbum de música clásica por Life & Breath interpretado por Kansas City Chorale.
- En 2013 mejor interpretación coral por Life & Breath interpretado por Kansas City Chorale.